# Kutane leukozytoklastische Angiitis
Die kutane leukozytoklastische Angiitis (CLA) (von lateinisch cutis ‚Haut‘ sowie altgriechisch λευκός leukós, deutsch ‚weiß‘, κύτος kýtos, deutsch ‚Höhlung, Gefäß, Hülle‘, κλᾶν klân, deutsch ‚brechen, zerbrechen‘ und αγγεῖον angeîon, deutsch ‚Gefäß, Blutgefäß‘) oder kutane leukozytoklastische Vaskulitis (CLV) (von vasculum ‚kleines Gefäß‘) ist eine Autoimmunerkrankung, die hauptsächlich Symptome an der Haut verursacht. Sie wird zu den primären nicht ANCA-assoziierten Vaskulopathien gezählt.
Meist ist sie durch die Ablagerung von Immunkomplexen an den Gefäßwänden bedingt und macht sich durch kleine punktförmige Einblutungen (Purpura) an der Haut bemerkbar. Wenn in den Immunkomplexen IgA gebunden ist, können auch andere Organe beteiligt sein (Purpura Schönlein-Henoch). Bei IgG- und IgM-Beteiligung ist die Erkrankung meist auf die Haut beschränkt.

## Diagnose
In der Anamnese können die Frage nach Medikamentenabusus sowie nach kürzlich durchgemachten Infektionen wegweisend sein. Frage nach bekannter Arthritis und Arthralgien (Gelenkschmerzen). Bei der körperlichen Untersuchung ist die gesamte Körperoberfläche nach Hautnekrosen zu inspizieren. Oftmals finden sich diese besonders am Rumpfbereich. Es sind rötlich-bräunlich gefärbte, gut tastbare Erhebungen der Haut mit geringem Durchmesser. Laboruntersuchungen sind oft nur gering wegweisend. Meist findet sich eine Erhöhung unspezifischer Entzündungsparameter (C-reaktives Protein, Blutkörperchensenkungsgeschwindigkeit). Die einzige Möglichkeit zur Sicherung der Diagnose besteht in einer Biopsie. Dabei wird Gewebe aus einem frischen befallenen Hautgebiet entnommen (die Entnahme einer Biopsie aus einem älteren Herd ergibt häufig keine richtungsweisenden diagnostischen Hinweise), in dünne Scheibchen von ca. 5 µm Dicke geschnitten, gefärbt und unter dem Mikroskop bewertet. Als anatomisch-histologisches Korrelat der Angiitis sind in den Wandschichten der Arteriole epitheloidzellige Granulome erkennbar, knötchenförmige Ansammlungen von Makrophagen, Granulozyten (weiße Blutkörperchen) und Endothelzellen (flache Deckzellen der Innenwand des Gefäßes).

## Therapie
Eine kausale Behandlung ist nicht bekannt. Unkomplizierte Formen werden ausschließlich symptomatisch therapiert, bei drohenden Nekrosen oder Ulzerationen werden Kortikosteroide eingesetzt. Colchicin wurde in der Behandlung der leukozytoklastischen Vaskulitis erfolgreich eingesetzt.